# Oscar alla tecnica
Il Premio Oscar alla tecnica (Technical Achievement Award) è uno dei tre premi Oscar scientifico o tecnico.
Fino alla 50ª edizione veniva chiamato Classe III: Per le realizzazioni che sono preziosi contributi al progresso del settore.

## Vincitori e candidati
L'elenco mostra i vincitori di ogni anno. Gli anni indicati sono quelli in cui è stato assegnato il premio. Nel 1933 non è stato assegnato alcun premio. Per maggiori informazioni si veda la voce Cerimonie dei premi Oscar.

### 1930
- 1931
  - Alla Electrical Research Products, inc. per il trasduttore microfonico a bobina mobile.
  - Alla RKO Radio Pictures, inc. per il concentratore microfonico di tipo "reflex".
  - Alla RCA-Photophone, inc. per il trasduttore microfonico a nastro.
- 1932
  - Alla Eastman Kodak Company per il suo sensitometro "Type II-B"
- 1934
  - Alla Fox Film Corporation, Fred Jackman, Warner Bros. Poctures, Inc., e Sidney Sanders dell'RKO Studios, Inc. per il loro sviluppo e impiego efficace dello schermo in cellulosa traslucido nel compositing fotografico.
- 1935
  - Alla Columbia Pictures Corporation per la loro applicazione del "Vertical Cut Disc Method" (hill and dale recording) alle attuali produzioni di studio con la loro registrazione del sonoro del film Una notte d'amore (One Night of Love).
  - Alla Bell and Howell Company per il loro sviluppo del "Bell and Howell Fully Automatic Sound" e "Picture Printer".
- 1936
  - Alla Metro-Goldwyn-Mayer Studio per lo sviluppo del processo di sviluppo di un negativo e positivo anti-direzionale mediante getto turbolento, e l'applicazione del metodo ad ogni trattamento dei negativi e al processo di stampa dell'intero prodotto di una major.
  - A William A. Mueller della Warner Bros.-First National Studio Sound Department per il loro metodo di doppiaggio, in cui il livello del dialogo controlla automaticamente il livello della musica di accompagnamento e degli effetti sonori.
  - Alla Mole-Richardson Company per il loro sviluppo delle lampade spot "Solar-spot".
  - A Douglas Shearer e alla Metro-Goldwyn-Mayer Studio Sound Department per il loro sistema di controllo automatico per cineprese e macchine di registrazione audio e dispositivi ausiliari.
  - Alla Electrical Research Products, Inc. per i loro studi e lo sviluppo di apparecchiature per analizzare e misurare le vibrazioni risultanti dal percorso del film attraverso i meccanismi utilizzati nella registrazione e riproduzione del suono.
  - Alla Paramount Productions, Inc per la progettazione e la costruzione della "Paramount transparency air turbine developing machine".
  - A Nathan Levinson Direttore della registrazione sonora per la Warner Bros.-First National Studio per il metodo di "intercutting" a densità variabile e dell'area variabile della colonna sonora per garantire un aumento del volume effettivo nella gamma dei suoni registrati per i film.
- 1937
  - Alla RCA Manufacturing Co., Inc. per il loro sviluppo di un metodo di registrazione e stampa di registrazioni audio utilizzando un ridotto spettro (conosciuto come registrazione a luce ultravioletta).
  - Alla Electrical Research Products, Inc. per il canale di registrazione portatile "ERPI Type Q".
  - Alla RCA Manufacturing Co., Inc. per aver fornito un design pratico e le specifiche per una stampante "non-slip".
  - Alla United Artists Studio Corp. per lo sviluppo di un'efficiente, pratica e silenziosa macchina del vento.
- 1938
  - A John Arnold e alla Metro-Goldwyn-Mayer Studio Camera Department per il loro miglioramento del dispositivo semi-automatico di messa a fuoco e la sua applicazione a tutte le cineprese utilizzate dalla Metro-Goldwyn-Mayer.
  - A John Livadary, Direttore della registrazione del suono per la Columbia Pictures Corporation per l'applicazione della "bi-planar light valve" alla registrazione dell'audio dei film.
  - A Thomas T. Moulton e alla United Artists Studio Sound Department per l'applicazione ai registratori del sonoro dei film dell'indicatore del volume con indicatore di picco e scala in decibel lineare.
  - Alla RCA Manufacturing Co., Inc. per l'introduzione del metodo dell'alta frequenza modulata per determinare le condizioni ottimali di sviluppo fotografico per le tracce della colonna sonora a larghezza variabile.
  - A Joseph E. Robbins e alla Paramount Pictures, Inc. per un'applicazione eccezionale dei principi acustici per l'insonorizzazione dei generatori e delle pompe per l'acqua.
  - A Douglas Shearer e alla Metro-Goldwyn-Mayer Studio Sound Department per la progettazione del meccanismo di azionamento del film incorporato nel riproduttore "ERPI 1010".
- 1939
  - A John Aalberg e alla RKO Radio Studio Sound Department per l'applicazione della compressione alla registrazione ad area variabile nella produzione dei film.
  - A Byron Haskin e al Special Effects Department of Warner Bros. Studio per essere stati pionieri nello sviluppo e per la prima applicazione pratica alla produzione dei film del retro proiettore a tripla testa.

### 1940
- 1940
  - A George Anderson della Warner Bros. Studio per un miglioramento positivo della testa per il sole ad arco.
  - A John Arnold della Metro-Goldwyn-Mayer Studio per la gru mobile per cinepresa "M-G-M".
  - A Thomas T. Moulton, Fred Albin e al Sound Department of the Samuel Goldwin Studio per lo sviluppo e l'applicazione del test "Delta db" alla registrazione del suono nei film.
  - A Farciot Edouart, Joseph E. Robbins, William Rudolph e alla Paramount Pictures, Inc. per la progettazione e la costruzione di un tapis roulant silenzioso e portatile.
  - A Emery Huse e Ralph B. Atkinson della Eastman Kodak Company per le loro specifiche per l'analisi chimica degli sviluppatori fotografici e dei bagni di fissaggio.
  - A Harold Nye della Warner Bros. Studio per una lampada spot a incandescenza miniaturizzata.
  - A A. J. Tondreau della Warner Bros. Studio per la progettazione e la fabbricazione di una stampante per traccia sonora migliorata.
  - Per gli importanti contributi nello sviluppo cooperativo di nuove e migliori attrezzature di proiezione: F. R. Abbott, Haller Belt, Alan Cook e la Bausch & Lomb Optical Company per le lenti di proiezione più veloci; la Mitchell Camera Company per un nuovo tipo di processo della testa di proiezione; Mole-Richardson Company per un nuovo tipo di lampada ad arco per proiezione controllata automaticamente; Charles Handley, David Joy e la National Carbon Company per i carboni ad alta intensità migliori e più stabili; Winton Hoch e la Technicolor Motion Picture Corp. per un sistema ottico ausiliario; Don Musgrave e la Selznick International Pictures, Inc. per il pionieristico uso delle apparecchiature coordinate nella produzione di Via col vento (Gone with the Wind).
- 1941
  - Alla Warner Bros. Studio Art Department e a Anton Grot per la progettazione e il perfezionamento della macchina della Warner Bros. per l'increspatura dell'acqua e l'illusione delle onde.
- 1942
  - A Ray Wilkinson e alla Paramount Studio Laboratory per essere stati i pionieri nell'uso di e per la prima applicazione pratica della stampa su pellicole a grana fine.
  - A Charles Lootens e al Republic Studio Sound Department per essere stati i pionieri nell'uso di e per la prima applicazione pratica nella produzione di film di una registrazione ad area variabile di "CLASSE B push-pull".
  - A Wilbur Silvertooth e alla Paramount Studio Engineering Department per la progettazione e il calcolo di un sistema di relay condensatori applicabili al processo di proiezione su trasparente, fornendo una luce molto più utilizzabile.
  - Alla Paramount Pictures, Inc. e alla 20th Century-Fox Film Corp. per lo sviluppo e la prima applicazione pratica alla produzione di film di un dispositivo automatico di "scene slating".
  - A Douglas Shearer e alla Metro-Goldwyn-Mayer Studio Sound Department e a Loren Ryder e alla Paramount Studio Sound Department per essere stati i pionieri nello sviluppo dell'emulsione a grana fine per la registrazione originale del sonoro a densità variabile in una produzione.
- 1943
  - A Robert Henderson e alla Paramount Studio Engineering and Transparency Departments per la progettazione e costruzione di ponti di luce regolabili e schermi per fotogrammi utilizzati nel processo di fotografia trasparente.
  - A Daniel J. Bloomberg e al Republic Studio Sound Department per la progettazione e l'applicazione alla produzione di film di un dispositivo per "marking action negative for pre-selection purposes".
- 1944
  - A Daniel J. Bloomberg e al Republic Studio Sound Department for the design and development of an inexpensive method of converting Moviolas to Class B push-pull reproduction.
  - A Charles Galloway Clarke e alla 20th Century-Fox Studio Camera Department per lo sviluppo e l'applicazione pratica di un dispositivo per la composizione di nuvole artificiali in scene cinematografiche durante la produzione cinematografica.
  - A Farciot Edouart e alla Paramount Studio Transparency Department per un timer elettrico automatico per il "transparency cueing".
  - A Willard H. Turner e alla RKO Radio Studio Sound Department per la progettazione e la costruzione del "phono-cue starter".
- 1945
  - A Linwood Dunn, Cecil Love e alla ACME Tool and Manufacturing Company per la progettazione e la costruzione della stampante ottica "Acme-Dunn".
  - A Grover Laube e la 20th Century-FoxOX Studio Camera Department per lo sviluppo di un dispositivo di proiezione continua ad anello.
  - Alla Western Electric Company per la progettazione e la costruzione dell'amplificatore "1126A Limiting" per la registrazione del suono a densità variabile.
  - A Russell Brown, Ray Hinsdale e Joseph E. Robbins per lo sviluppo e l'uso in produzione del "Paramount floating hydraulic boat rocker".
  - A Gordon Jennings per la progettazione e la costruzione del treppiede punto nodale.
  - Alla Radio Corporation of America e alla RKO Radio Studio Sound Department per la progettazione e la costruzione della camera riverberante RKO.
  - A Daniel J. Bloomberg e al Republic Studio Sound Department per la progettazione e sviluppo di un selettore multi-blocco.
  - A Bernard B. Brown e John P. Livadaty per la progettazione e ingegnerizzazione di un separatore per solista e una stanza di registrazione chorus.
  - A Paul Zeff, S. J. Twining e a George Seid dei Columbia Studio Laboratory per la formula e l'applicazione alla produzione di uno sviluppatore di negativi con area del sonoro variabile semplificato.
  - A Paul Lerpae per la progettazione e la costruzione del dispositivo per la proiezione dei traveling matte della Paramount.
- 1946
  - A Loren L. Ryder, Charles R. Daily e alla Paramount Studio Sound Department per la progettazione, costruzione e l'uso del primo canale audio con quadrante controllato passo-passo e circuito di prova.
  - A Michael S. Leshing, Benhamin C. Robinson, Arthur B. Chatelain e Robert C. Stevens della 20th Century-Fox Studio e a John G. Capstaff della Eastman Kodak Company per la macchina della 20th Century-Fox per processare i film.
- 1947
  - A Harlan L. Baumbach e alla Paramount West Coast Laboratory per un metodo migliorato per la determinazione quantitativa di idrochinone e metolo nei bagni di sviluppo fotografico.
  - A Herbert E. Britt per lo sviluppo e l'applicazione di formule e di attrezzature per la produzione di effetti nuvole e fumo.
  - A Burton F. Miller e alla Warner Bros. Studio Sound and Electrical Departments per la progettazione e la costruzione di un filtro generatore di illuminazione ad arco per i film.
  - A Carl Faulkner della 20th Century-Fox Studio Sound Department per il metodo di polarizzazione inversa, tra cui un metodo di polarizzazione doppia per "light valve" e la registrazione della densità galvanometrica.
  - Alla Mole-Richardson Company per la lampada ad arco a carbone a intensità super alta "Type 450".
  - A Arthur F. Blinn, Robert O. Cook, C. O. SLYFIELD e alla Walt Disney Studio Sound Department per la progettazione e lo sviluppo di un localizzatore audio e visualizzatore di traccia per il controllo e la localizzazione del rumore nelle tracce audio.
  - A Burton F. Miller e alla Warner Bros. Studio Sound Department per la progettazione e l'applicazione di un equalizzatore per eliminare l'energia della distorsione spettrale relativa nei compressori elettronici.
  - A Marty Martin e Hal Adkins della RKO Radio Studio Miniature Department per la progettazione e costruzione di attrezzature per fornire gli effetti visivi dei proiettili.
  - A Harold Nye e alla Warner Bros. Studio Electrical Department per lo sviluppo del fuoco controllato elettronicamente e l'effetto "gaslight".
- 1948
  - A Nathan Levinson e alla Warner Bros. Studio Sound Department per la progettazione e la costruzione di una macchina per il "sound editing" a velocità costante.
  - A Farciot Edouart, C. R. Daily, Hal Corl, H. G. Cartwright e alla Paramount Studio Transparency and Engineering Departments per la prima applicazione di un vetro speciale antisolarizzazione a sfondi ad alta intensità e proiettori ad arco.
  - A Fred Ponedel della Warner Bros. Studio per l'uso pionieristico nella fabbricazione e l'applicazione pratica nella fotografia a colori dei film di grandi sfondi traslucidi fotografici.
  - A Kurt Singer e alla RCA Victor Division of Radio Corporation of America per la progettazione e lo sviluppo di un filtro elimina bande variabile continuamente.
  - A James Gibbons della Warner Bros. Studio per lo sviluppo e la produzione di grandi filtri colorati in plastica per la fotografia cinematografica.
- 1949
  - A Marty Martin, Jack Lannon, Russell Shearman e alla RKO Radio Studio Special Effects Department per lo sviluppo di un nuovo metodo per simulare la neve che cade sul set di un film.
  - A A. J. Moran e alla Warner Bros. Studio Eelctrical Department per un metodo di controllo a distanza per l'otturatore di un dispositivo per l'illuminazione ad arco per film.

### 1950
- 1950
  - A Loren L. Ryder, Bruce H. Denney, Robert Carr e alla Paramount Studio Sound Department per lo sviluppo e l'applicazione della riproduzione supersonica e il sistema di indirizzo pubblico.
  - A M. B. Paul per il successo con il primo sfondo di grande area senza traslucido.
  - A Herbert E. Britt per lo sviluppo e l'applicazione di formule e delle attrezzature per la produzione di neve artificiale e ghiaccio per ricoprire i set cinematografici.
  - A Andre Coutant e Jacques Mathot per la progettazione della cinepresa portatile "Eclair".
  - A Charles R. Daily, Steve Csillag e alla Paramount Studio Engineering, Editorial and Music Departments per un nuovo preeciso metodo per calcolare i click delle tracce a tempo variabile.
  - Alla International Projector Corporation per un dispositivo semplificato e auto-regolante per proiettori.
  - A Alexander Velcoff per l'applicazione alla produzione di un valutatore fotografico a raggi infrarossi.
- 1952
  - A Richard M. Haff, Frank P. Herrnfeld, Garland C. Misener e alla ANSCO Film Division of General Aniline and Film Corporation per lo sviluppo del tester per i colori di scena Ansco.
  - A Fred Ponedel, Ralph Ayres e George Brown della Warner Bros. Studio per un motore ad aria per fornire un flusso d'acqua, scie e acque bianche per le sequenze marine nei film.
  - A Glen Robinson e alla Metro-Goldwyn-Mayer Studio Construction Department per lo sviluppo di una nuova taglierina per cavi e fili per l'audio.
  - A Jack Gaylord e alla Metro-Goldwyn-Mayer Studio Construction Department per lo sviluppo della neve che cade in balsa.
  - A Carlos Rivas della Metro-Goldwyn-Mayer Studio per lo sviluppo di una giuntatrice per film automatica magnetica.
- 1953
  - Al Projection, Still Photographic and Development Engineering Departments of Metro-Goldwin-Mayer Studio per un miglior metodo per proiettare sfondi fotografici.
  - A John G. Frayne e R. R. Scoville e alla Westrex Corporation per un metodo per misurare la distorsione nella riproduzione sonora.
  - Alla Photo Research Corporation per aver creato il misuratore di temperatura colore "Spectra".
  - A Gustav Jirouch per la progettazione della giuntatrice automatica "Robot".
  - A Carlos Rivas della Metro-Goldwyn-Mayer Studio per lo sviluppo di un riproduttore audio per film magnetici.
- 1954
  - Alla Westrex Corporation per la progettazione e la costruzione di una nuova macchina per il montaggio cinematografico.
- 1955
  - A David S. Horsley e alla Universal-International-Studio Special Photographic Departmetn per un telecomando portatile per proiettori di processo.
  - A Karl Freund e Frank Crandell della Photo Research Corporation per la progettazione e lo sviluppo di un misuratore di luminosità diretta.
  - A Wesley C. Miller, J.W. Stafford, K.M. Frierson e alla Metro-Goldwyn-Mayer Studio Sound Department per un dispositivo elettronico di confronto delle stampe dell'audio.
  - A John P. Livarary, Lloyd Russell e alla Columbia Studio Sound Department per un miglior limitatore di amplificazione applicato al dispositivo di confronto dei livelli del suono.
  - A Roland Miller e Max Goeppinger della Magnascope Corporation per la progettazione e lo sviluppo di un visualizzatore di "cathode ray magnetic sound track".
  - A Carlos Rivas, G.M. Sprague e alla Metro-Goldwyn-Mayer Studio Sound Department per la progettazione di una macchina per l'editing del sonoro magnetico.
  - A Fred Wilson del Samuel Goldwyn Studio Sound Department per la progettazione di un equalizzatore variabile a bande multiple.
  - A P.C. Young della Metro-Goldwyn-Mayer Studio Projection Department per l'applicazione pratica di un attacco a lunghezza focale variabile per le lenti dei proiettori cinematografici.
  - To Fred Knoth e Oriem Ernest della Universal-International Studio Technical Department per lo sviluppo di una macchina del fumo a olio secco portatile ed elettrico.
- 1956
  - Alla 20th Century-Fox Studio e alla Bausch & Lomb Co. per la nuova combinazione di lenti per la fotografia CinemaScope.
  - A Walter Jolley, Maurice Larson e R.H. Spies della 20th Century-Fox Studio per un processo di polverizzazione che crea una simulazione di superfici metalliche.
  - A Steve Krilanovich per un dolly per cinepresa incorporante uno sterzo multi-direzionale.
  - A Dave Anderson della 20th Century-Fox Studio per un miglior riflettore in grado di mantenere un cerchio fisso di luce ad intensità costante su distanze diverse.
  - A Loren L. Ryder, Charles West, Henry Fracker e alla Paramount Studios per un indice di proiezione del film per stabilire la corrette visualizzazione alle varie proporzioni.
  - A Farciot Edouart, Hal Corl e alla Paramount Studio Transparency Department per un migliore doppio proiettore stereoscopico per sfondi.
- 1957
  - A Richard H. Ranger della Rangertone, Inc. per lo sviluppo di un sistema per la registrazione e la riproduzione sincrona per nastri magnetici da un quarto di pollice.
  - A Ted Hirsc, Carl Hauge ed Eward Reichard del Consolidated Film Industries per un contatore automatico delle scene per i laboratori delle sale di proiezione.
  - Al Technical Departments of Paramount Pictures Corp. per la progettazione e lo sviluppo della cinepresa Paramount VistaVision leggera a movimento orizzontale.
  - A Roy C. Stewart and Sons della Stewart-Trans Lux Corp., C.R. DAILY e alla Transparency Department of Paramount Pictures corp. per la progettazione e lo sviluppo degli schermi per retroproiezione "HiTrans" e "Para-HiTrans".
  - Alla Construction Department of Metro-Goldwyn-Mayer Studio per una nuova macchina del fumo portatile.
  - A Daniel J. Bloomberg, John Pond, William Wade e all'Engineering and Camera Departments of Republic Studio per l'adattamento del "Naturama" alla cinepresa "Mitchell".
- 1958
  - A Charles E. Sutter, William B. Smith, Paramount Pictures Corp. e General Cable Corp. per la progettazione e l'applicazione di cavi elettrici e connettori in alluminio leggero da usare in studio.
- 1959
  - A Willy Borberg della General Precision Laboratory, Inc. per lo sviluppo di un movimento intermittente ad alta velocità per proiettori 35 mm.
  - A Fred Ponedel, George Brown e Conrad Boye della Warner Bros. Special Effects Department per la progettazione e realizzazione di una nuova pistola a fuoco rapido di marmo.